# Анісімов Володимир Владиславович
Володи́мир Владисла́вович Ані́сімов (нар. 7 березня 1947) — український учений у галузі прикладної математики. Доктор фізико-математичних наук, професор. Член-кореспондент НАН України. Академік АН ВШ України з 1993 р.

## Біографія
Народився в Києві. У 1969 р. закінчив механіко-математичний факультет КНУ ім. Т. Шевченка, у 1970 р. — аспірантуру на кафедрі теорії ймовірностей та математичної статистики. Достроково захистив кандидатську дисертацію на тему «Предельные теоремы для цепей Маркова и полумарковских процессов в схеме серий». У 1975 р. захистив докторську дисертацію «Предельные теоремы для случайных процессов и их применение к процессам с дискретной компонентой». Професор (1978).
Працював у КНУ ім. Т. Шевченка доцентом (1974—1978) та професором (1978) кафедри теоретичної кібернетики факультету кібернетики. У 1978 р. заснував та очолив кафедру прикладної статистики факультету кібернетики (1978—1998). З 1998 р. працював на посаді професора (1998—2000), провідного наукового співробітника (2000—2002) цієї кафедри. З 2002 р. — керівник науково-дослідного відділу статистики фірми «GlaxoSmithKline» (Англія).

## Наукові досягнення
Вперше ввів та дослідив новий клас стохастичних процесів — процеси з перемиканнями, що є узагальненням марковських та напівмарковських процесів; розробив теорію асимптотичного зниження вимірності та укрупнення станів широкого класу стохастичних систем з перемиканнями; довів принцип усереднення та дифузійної апроксимації для процесів з перемиканнями; одержав численні застосування до проблем асимптотичного аналізу. Разом з іншими видатними вченими (Гнеденко Б. В., Коваленко І. М., Королюк В. С., Скороход А. В. та ін.) був засновником школи теорії стохастичних систем та прикладної статистики в Київському університеті.
Автор понад 250 наукових статей, 9 монографій та навчальних посібників, серед яких: «Случайные процессы с дискретной компонентой. Предельные теоремы» (1988); «Стохастические сети обслуживания. Марковские модели» (1992, у співавт.)
Підготував 24 кандидатів та 2-х докторів наук. Був головою багатьох науково-методичних комісій при Міносвіти України та ВАК України.

## Звання і нагороди
Член-кореспондент НАН України (1995). Член Міжнародного статистичного інституту (1992), Інституту математичної статистики США (1994), Міжнародного Товариства Бернуллі (1993), Королівського статистичного товариства Великої Британії (2002).
Лауреат премії ім. М. Островського (1970), премії АН УРСР (1975), Нагороди Ярослава Мудрого АН ВШ України (1995). Має почесне звання Соросівського професора (1996).

## Джерело
- Академія наук вищої школи України. 1992—2010. Довідник